# Guds kärlek
Se Guds kärlek är som stranden och som gräset för psalmen.
Guds kärlek är ett centralt begrepp inom monoteistiska, personliga Gudsuppfattningar. Det är den kärlek Gud har till oss.
Inom kristendomen kallas Guds kärlek till människorna och världen agape (grekiska ἀγάπη). Det mest kända exemplet är troligen Johannesevangeliet 3:16: "Så älskade Gud världen" (οὕτως γὰρ ἠγάπησεν ὁ θεὸς τὸν κόσμον). Aposteln Paulus skrev: "Varken krafter i höjden eller krafter i djupet eller något annat i skapelsen skall kunna skilja oss från Guds kärlek i Kristus Jesus, vår herre" (Romarbrevet 8:39). 
Guds kärlek och gudsfruktan är två av islams grundpelare. Det högsta spirituella uppnåendet inom islam har att göra med Guds kärlek: "Ändå finns det människor som sätter upp medgudar vid Guds sida och ägnar dem en sådan kärlek som [bör] ägnas Gud. Men de troendes kärlek till Gud är starkare" (Sūrat al-Baqarah vers 165).
Guds kärlek och kärleken till Gud är även den väsentligaste delen i judendomen: "Du skall älska Herren, din Gud, av hela ditt hjärta, med hela din själ och med all din kraft" (Devarim (Femte Moseboken) 6:5).Gud betyder allt, han har kärlek för alla också.
Inom bahá'í-tron ses Guds kärlek som den huvudsakliga anledningen till människans skapelse och en av de huvudsakliga meningarna med livet. `Abdu'l-Bahá, son till grundaren av religionen, sade att Guds kärlek är den innersta naturen i varje religion och grunden för alla heliga läror. 